# Phryganomastax
Phryganomastax is een geslacht van rechtvleugeligen uit de familie Eumastacidae. De wetenschappelijke naam van dit geslacht is voor het eerst geldig gepubliceerd in 1979 door Descamps.

## Soorten
Het geslacht Phryganomastax omvat de volgende soorten:
- Phryganomastax amazonica Descamps, 1982
- Phryganomastax lagosi Descamps, 1971
- Phryganomastax lehmanni Descamps, 1971